# Odynophagie
L'odynophagie (du grec ancien ὀδύνη, odunê, « douleur » et φαγεῖν, phagein, « manger ») est une douleur pharyngée ou œsophagienne, lors de la déglutition, qui peut être due à des lésions dans l'œsophage, lors de la progression du bol alimentaire mais sans sensation de blocage.

## Symptômes
Ce symptôme s'observe notamment au cours d'une angine en raison de l'inflammation du pharynx.
Il a parfois été signalé dans le cadre du syndrome inflammatoire multisystémique chez l'enfant (lié à la maladie à coronavirus 2019) et serait typique des infections avec les variants Omicron.